# Weingut Salomon Undhof

Salomon Undhof

Salomon Undhof ist ein österreichisches Weingut in Krems-Stein im Weinbaugebiet Kremstal in Niederösterreich.

## Geschichte
Der Undhof im Kremser Stadtteil Stein an der Donau war ursprünglich das Wirtschaftsgebäude des nahegelegenen Kapuzinerklosters Und. Der Name „Und“ leitet sich von der einstmals lateinischen Bezeichnung für das Kloster „Claustrum ad undam“ (wörtlich: Kloster an der Welle – eigentlich: Kloster an der Donauwelle) her. 1792 übernahm Franz Salomon den Undhof, seither wird die vormalige Klosterbesitzung von der Familie Salomon (deren Ursprung in Südtirol liegt) bewirtschaftet. Den Ruf als österreichisches Vorzeigeweingut begründete Fritz Salomon (1905 bis 1971), der bereits vor dem Zweiten Weltkrieg Qualitätsweinerzeugung mit Flaschenfüllung betrieb. In der siebenten Generation führen seit 2003 Bertold Salomon und seine Ehefrau Gertrud Salomon den Undhof. Bertold Salomon war zunächst Verkaufsleiter bei den Freien Weingärtnern Wachau (nachmals Domäne Wachau) und sodann Vorstand der Schlumberger AG in Wien gewesen. In die Annalen der österreichischen Weingeschichte schrieb sich Bertold Salomon als Chef der Österreichischen Weinmarketing GmbH (ÖWM) ein: Unter seiner ÖWM-Ägide (1994 bis 2001) erfolgte die Grundlegung des Vermarktungssystems von herkunftstypischen Weinen (DAC). Der promovierte Handelswissenschafter Bertold Salomon, der eigentlich andere Berufspläne hatte, wurde 2003 wegen der Erkrankung seines Bruders Erich Salomon (1943 bis 2007) an den Salomon Undhof zurückgerufen.

## Salomon Undhof
Die Weingärten von Salomon Undhof befinden sich in vorzüglichen Terrassenlagen rund um Stein an der Donau. Die Rebfläche umfasst 30 Hektar (Stand 2021) und ist zu 100 Prozent mit Weißweinreben bestockt. Zu den angesehensten Rieslinglagen Österreichs gehören der Kremser Kögl und der Pfaffenberg, wo der Salomon Undhof Weingärten besitzt. Herausragende Grüne Veltliner des Salomon Undhofs reifen am Wachtberg und am Lindberg heran. Direkt neben dem Salomon Undhof befindet sich der mit Grünem Veltliner bestockte Weingarten Wieden, der (in der wirtschaftlichen Tradition der alten Klöster stehend) heute noch von einer massiven Mauer umgeben ist. Auf den zum Salomon Undhof gehörenden Weinbergslagen wird nach KIP-Richtlinien (KIP = kontrollierte integrierte Produktion) – unter Verzicht auf chemische Biozide und chemische Düngung – gewirtschaftet. Die Vinifizierung der Rebensäfte erfolgt im Salomon Undhof vorzugsweise mit Naturhefen.
Das Weinangebot des Salomon Undhofs fokussiert auf trocken ausgebaute Rieslinge und Grüne Veltliner mit herausragender Mineralik. Daneben sind jahrgangsbedingt immer wieder beachtliche Prädikatsweinqualitäten im Programm. Bemerkenswert sind die vom Löss sowie von alten Reben geprägten Prädikatsweine, die der Salomon Undhof aus der Sorte Gelber Traminer erzeugt.
Salomon Undhof ist Mitglied der Vereinigung Österreichische Traditionsweingüter (ÖTW) sowie der österreichischen Winzergruppe Tu felix Austria.

## Salomon Estate
1995 gründete Bertold Salomon gemeinsam mit seiner Ehefrau Gertrud Salomon auf der südaustralischen Halbinsel Fleurieu Peninsula den landwirtschaftlichen Betrieb Salomon Estate. Das Anwesen umfasst 50 Hektar Grundfläche, wovon der eine (geringere) Teil mit Weinreben und der andere Teil mit Olivenbäumen bepflanzt ist. Die Rebfläche beträgt 12 Hektar (Stand 2012), die überwiegend mit roten Rebsorten bestockt ist; 0,2 Hektar sind mit der weißen Rebsorte Viognier bestockt. Die Region Fleurieu Peninsula weist erhebliche Höhenunterschiede mit verschiedenartigen Mikroklimaten auf, die auch durch kühle Meeresbrisen beeinflusst werden. Das maritime Klima begünstigt die Eleganz der von Salomon Estate ausgepflanzten Sorten Syrah, Cabernet Sauvignon und Merlot. Top-Wein von Salomon Estate ist der Alttus, den die britische Weinkritikerin Jancis Robinson mit den Top-Syrahs aus Hermitage auf eine Stufe stellte.
Das Engagement von Salomon Estate in Australien hat ein historisches Vorspiel: Der Urgroßonkel Bertold Salomons, der Jesuitenpater Johann Nepomuk Hinteröcker, wanderte bereits 1866 von der Wachau nach Südaustralien aus. Nachdem er zunächst drei Jahre in der Mission Seven Hills in Clare Valley verbracht hatte, die auch Weinbau betrieb, begründete er in Norwood, einem Vorort von Adelaide, die St. Ignatius Kirche mit angeschlossenem College. Er ist in der von ihm erbauten St. Ignatius Kirche begraben. Sein Andenken wird mit der von Salomon Estate erzeugten Rotweincuvée Norwood gewürdigt.

## Salomon & Andrew
Gemeinsam mit dem neuseeländischen Önologen und Winemaker Chris Andrew rief Bertold Salomon in Neuseeland das Joint Venture Salomon & Andrew ins Leben. Chris Andrew war zuvor (2008) im Salomon Undhof in Krems-Stein als Praktikant tätig gewesen. Die Möglichkeit zur Gründung dieses Joint Ventures ergab sich durch die geografische Nähe Neuseelands zu Südaustralien, wo sich Bertold und Gertrud Salomon jeweils einen Teil des Jahres aufhalten. Unter dem Label Salomon & Andrew werden ein reinsortiger Sauvignon Blanc und ein reinsortiger Pinot Noir vermarktet.